# Åge Hareide
Åge Fridtjof Hareide (Hareid, 23 de setembro de 1953) é um técnico norueguês que desde 2015 treina o dinamarquês equipa nacional de futebol. Em sua carreira, ele jogou para IL Hødd e Molde na Noruega, assim como o Manchester City e a Cidade de Norwich, na Inglaterra. Hareide foi convocado 50 vezes jogando para a Noruega.
Como treinador, Hareide ganhou títulos em todos os países escandinavos, Na Suécia com o Helsingborgs IF, em 1999 , e com o Malmö FF em 2014, na Dinamarca, com o Brøndby em 2001-02 e em seu país natal, a Noruega com o Rosenborg, em 2003. Hareide foi encarregado da Noruega equipe nacional , a partir de 2003 a 2008.

## Carreira
Durante sua carreira, o Hareide jogado para IL Hødd, Molde, o Manchester City e o Norwich City.
Ele também foi um jogador ativo para o norueguês da equipe nacional, a partir de 1976, através de 1986, em que marcou cinco gols em 50 jogos.

## Carreira de treinador
Como um treinador Hareide ganhou três países Europeus nacional de campeonatos, nomeadamente a Dinamarca, a Suécia e a sua terra natal, a Noruega, tornando-se o único treinador a ganhar o campeonato em todos os três Escandinavos países. Outros treinadores que ganharam o campeonato em três países diferentes, que incluem companheiro Escandinavos Trond Sollied e Sven-Göran Eriksson, enquanto Ernst Happel, Giovanni Trapattoni, José Mourinho e Ancelotti venceu campeonatos em quatro países diferentes.

### Noruega
Hareide foi empregado como treinador do norueguês equipa nacional de futebol em outubro de 2003, substituindo Nils Johan Semb, após uma temporada como treinador do Rosenborg BK. Em 8 de dezembro de 2008, depois de ter deixado de tomar Noruega para torneios internacionais, e de ter tido um mau começo para o 2010 FIFA World Cup campanha de qualificação, Hareide renunciou ao seu cargo de treinador da equipa nacional da Noruega. Em 9 de dezembro de 2008 Hareide anunciou que estava deixando seu cargo de treinador do nacional norueguês equipe.

### O Malmö FF
Hareide foi tirado da aposentadoria a partir de sua gestão de carreira, sendo apontado como o novo treinador do campeão do campeonato sueco de Malmö FF , em 9 de janeiro de 2014. Ele teve sucesso imediato no clube como ele levou a equipe para defender a sua Allsvenskan título e se qualificar para a fase de grupos da 2014-15 da UEFA Champions League, em sua primeira temporada. Para esta temporada de sucesso Hareide foi premiado Allsvenskan gestor do ano. Ele também foi nomeado para treinador do ano em Svenska idrottsgalan.

### Dinamarca
Em 10 de dezembro de 2015 Hareide foi anunciado como o novo treinador do nacional dinamarquesa de futebol da equipe substituição de Morten Olsen, que tinha pisado para baixo após o UEFA Euro 2016 qualificação. Hareide começou seu novo trabalho, em 1 de Março de 2016. Em novembro de 2017, ele conseguiu seu Dinamarca equipe de capacitação para a Copa do Mundo da FIFA de 2018 na Rússia. Isso foi conseguido com um 5-1 agregado play-off " da vitória sobre a Irlanda.

## Mídia carreira
Depois de renunciar como o norueguês nacional treinador da equipe Hareide começou a trabalhar como especialista norueguês Premier League comentador do Norwegian Broadcasting Corporation.

## Estatísticas
| Club performance | Club performance                       | Club performance | League | League |
| Season           | Club                                   | League           | Apps   | Goals  |
| Norway           | Norway                                 | Norway           | League | League |
| ---------------- | -------------------------------------- | ---------------- | ------ | ------ |
| 1970             | IL Hødd\| rowspan="3" \|First Division | 1                | 0      |        |
| 1971             | IL Hødd\| rowspan="3" \|First Division | 16               | 1      |        |
| 1972             | IL Hødd\| rowspan="3" \|First Division | 20               | 1      |        |
| 1973             | IL Hødd\| rowspan="3" \|First Division | Second Division  | n/a    | n/a    |
| 1974             | IL Hødd\| rowspan="3" \|First Division | Second Division  | n/a    | n/a    |
| 1975             | IL Hødd\| rowspan="3" \|First Division | Second Division  | n/a    | n/a    |
| 1975             | Molde                                  | First Division   | 9      | 3      |
| 1976             | Molde                                  | First Division   | 22     | 9      |
| 1977             | Molde                                  | First Division   | 21     | 7      |
| 1978             | Molde                                  | First Division   | 19     | 2      |
| 1979             | Molde                                  | Second Division  | n/a    | n/a    |
| 1980             | Molde                                  | First Division   | 22     | 0      |
| 1981             | Molde                                  | Second Division  | n/a    | n/a    |
| England          | England                                | England          | League | League |
| 1981–82          | Manchester City                        | First Division   | 16     | 0      |
| 1982–83          | Manchester City                        | First Division   | 8      | 0      |
| 1982–83          | Norwich City                           | First Division   | 12     | 0      |
| 1983–84          | Norwich City                           | First Division   | 28     | 2      |
| Norway           | Norway                                 | Norway           | League | League |
| 1984             | Molde                                  | First Division   | 17     | 3      |
| 1985             | Molde                                  | First Division   | 22     | 3      |
| 1986             | Molde                                  | First Division   | 18     | 3      |
| 1987             | Molde                                  | First Division   | 15     | 1      |
| Total            | Norway                                 | Norway           | 202    | 33     |
| Total            | England                                | England          | 64     | 2      |
| Career total     | Career total                           | Career total     | 266    | 35     |

.

## Honras

### Técnico
Molde FK
- Norueguesa De Futebol Da Copa: 1994

Helsingborgs IF
- Allsvenskan: 1999
- Svenska Cupen: 1997-98

Brøndby IF
- Dinamarquês Superliga: 2001-02

O Rosenborg BK
- Tippeligaen: 2003
- Norueguesa De Futebol Da Copa: 2003

O Malmö FF
- Allsvenskan: 2014
- Svenska Supercupen: 2014

### Individual
- Allsvenskan treinador do ano: 2014